# Jūmonji
Jūmonji (jap. 十文字町 Jūmonji-machi) – dawniej miasteczko (machi), a współcześnie część miasta Yokote w północnej Japonii, na wyspie Honsiu w prefekturze Akita.

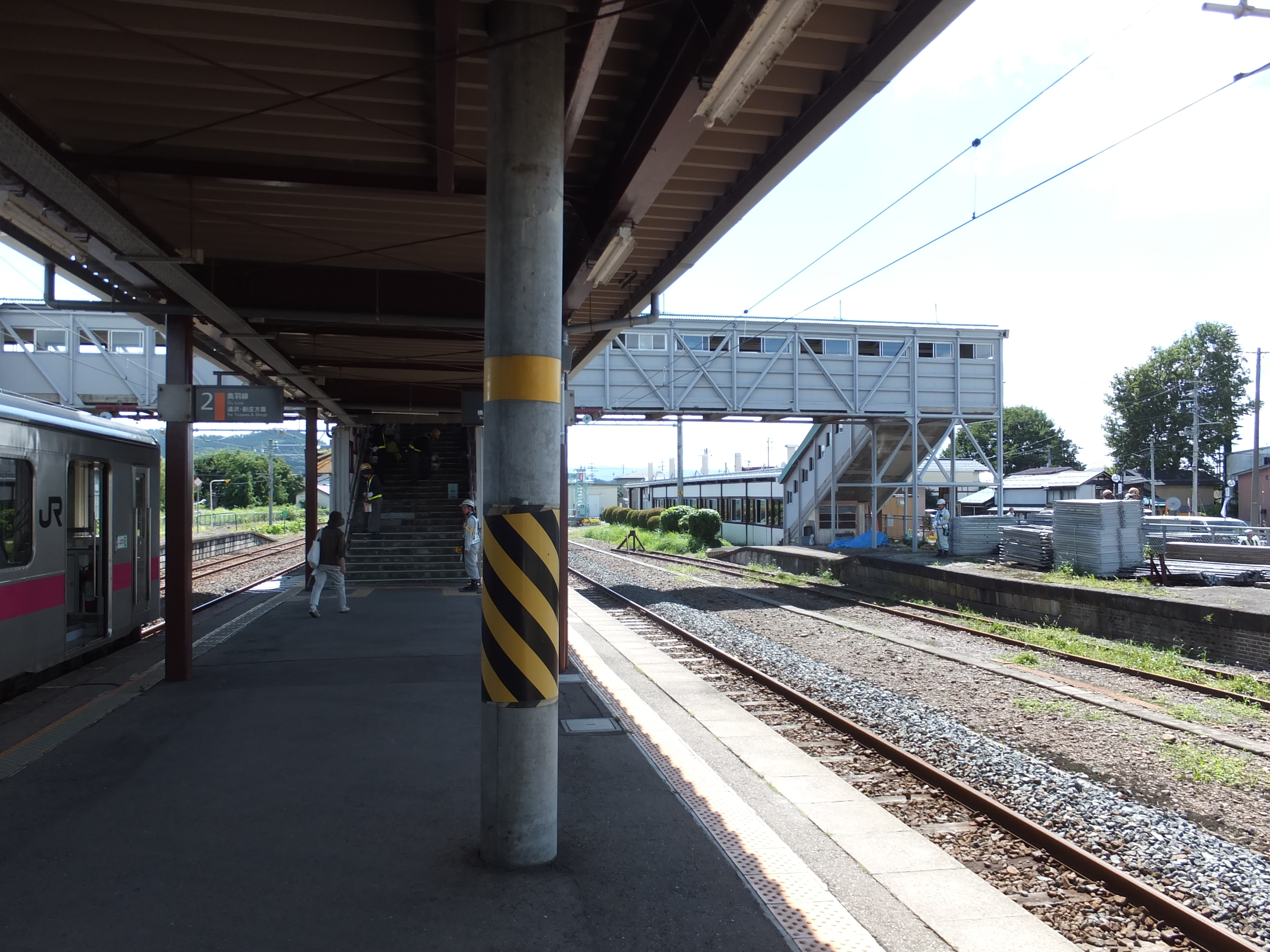
Stacja kolejowa Jūmonji

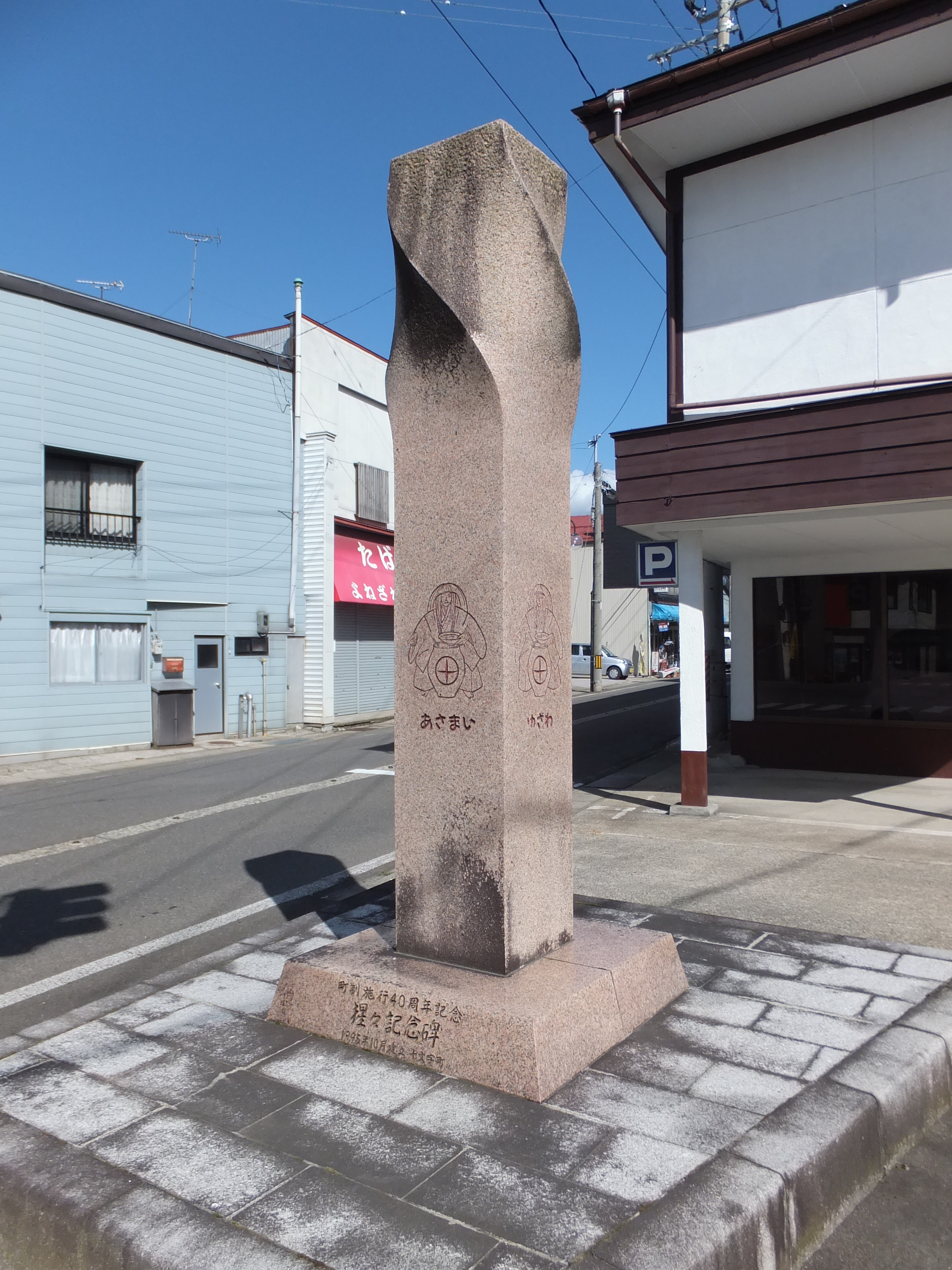
Kamień milowy w Jūmonji

W dzielnicy tej znajdują się m.in. stacja kolejowa Jūmonji, poczta oraz szkoła podstawowa Jūmonji Daiichi.

## Historia
1 października 1954 roku do miasteczka Jūmonji włączono wieś Mie, a dzielnica Shitabiraki tejże została odłączona i przyłączona do Asamai. 1 kwietnia 1955 do Jūmonji przyłączono wsie Ueda i Mutsuai, a 1 października 1956 odłączono od niego dzielnice Okuramae i Jinbei, które weszły w skład Hiraki. 1 kwietnia 1957 odłączono od Jūmonji dzielnice Kuwanoki i Numata i przyłączono je do Omonogawy. 1 października 2005 roku Jūmonji wraz z Ōmori, Omonogawą, Masudą, Hiraką, Sannai i Taiyū utworzyły miasto Yokote.

## Podział
Obecnie Jūmonji-machi stanowi dzielnicę Yokote obejmującą osiedla: Jūmonji, Kaidoshita, Nishishita, Nishikami, Sakaecho, Akebonocho, Shimosakichibiraki, Kamisakichibiraki i Mato. Poza granicami Jūmonji-machi leżą nawiązujące nazwą: Jūmonjimachi Kaminabekura, Jūmonjimachi Horyu, Jūmonjimachi Nishihara Ichibancho, Jūmonjimachi Nishihara Nibancho, Jūmonjimachi Nishinoki, Jūmonjimachi Jugono Shinden, Jūmonjimachi Sagae, Jūmonjimachi Niida, Jūmonjimachi Kijita i Jūmonjimachi Gendasama.